# Ade Alleyne-Forte

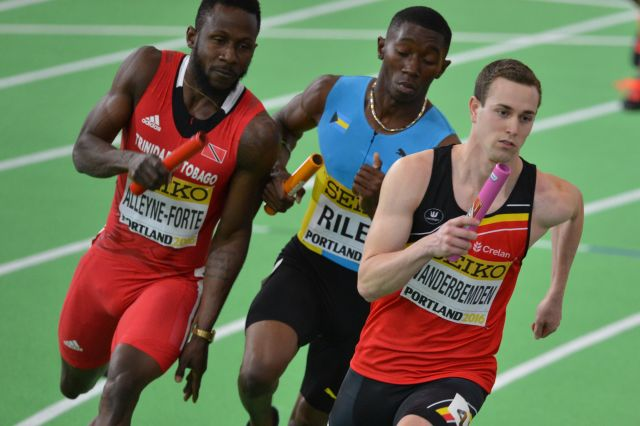
Ade Alleyne-Forte 2016 (links, mit Ashley Riley und Robin Vanderbemden)

Ade Alleyne-Forte (Ade Franci Alleyne-Forte; * 11. Oktober 1988 in San Fernando) ist ein Sprinter aus Trinidad und Tobago, der sich auf den 400-Meter-Lauf spezialisiert hat.
Von 2009 bis 2012 studierte er Psychologie an der Louisiana State University.
Bei den Olympischen Spielen 2012 in London gehörte er zur trinidadischen Mannschaft, die die Bronzemedaille in der 4-mal-400-Meter-Staffel gewann.

## Persönliche Bestzeiten
- 400 m: 46,13 s, 23. Juni 2012, Port of Spain
  - Halle: 46,88 s, 26. Januar 2013, College Station